# Aun Schaukat al-Chasauneh

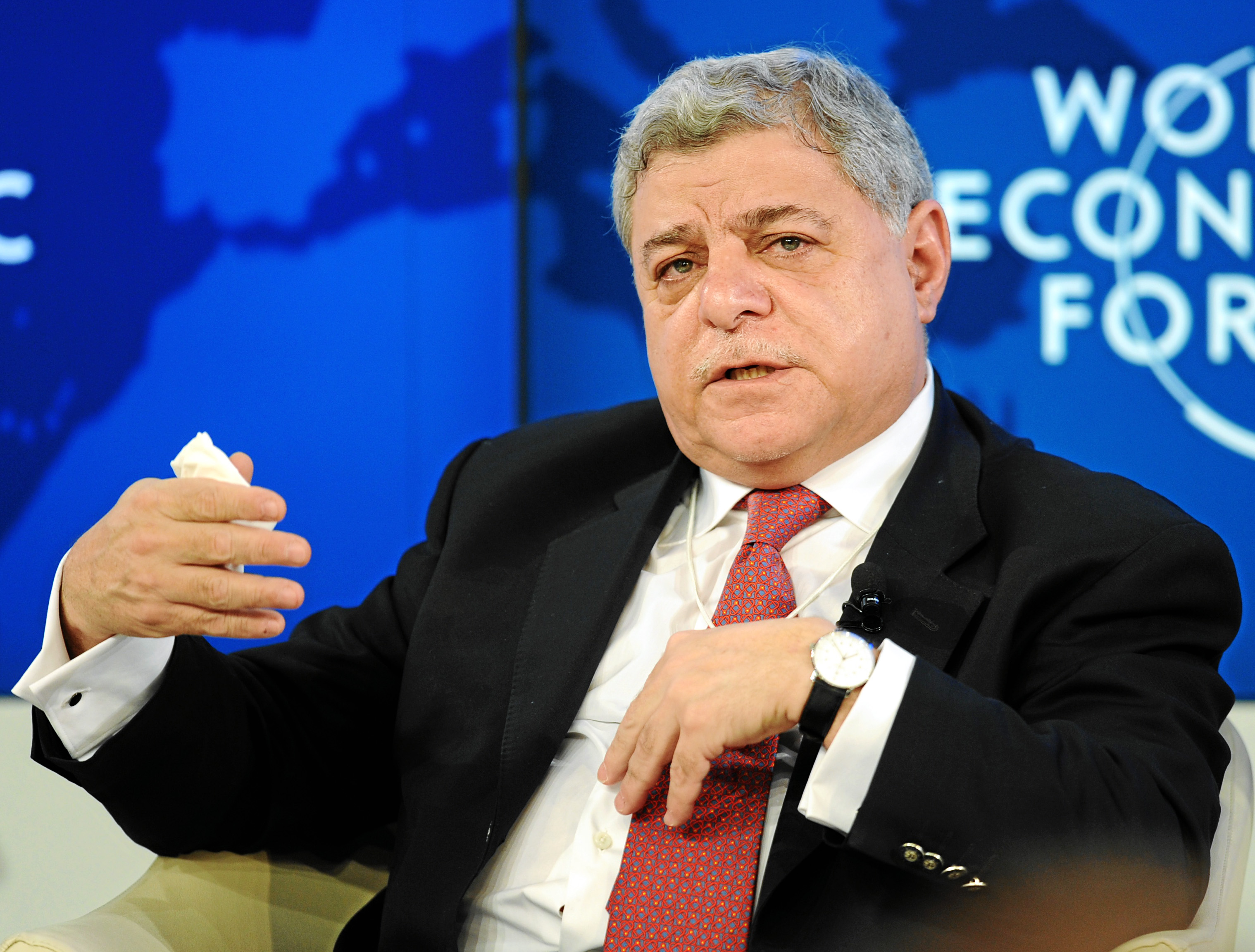
Aun Schaukat al-Chasauneh (2012)

Aun Schaukat al-Chasauneh (arabisch عون شوكت الخصاونة, DMG ʿAwn Šawkat al-Ḫaṣāwina; * 22. Februar 1950 in Amman, Jordanien) ist ein jordanischer Jurist, Diplomat und Politiker. Vom 24. Oktober 2011 bis zum 2. Mai 2012 war er Ministerpräsident Jordaniens.

## Leben
Nach dem Studium an der Universität Cambridge trat Aun Schaukat al-Chasauneh 1975 in den diplomatischen Dienst Jordaniens ein und bekleidete verschiedene ranghohe Posten in Diplomatie und juristischen Gremien Jordaniens. Im Jahr 2000 wurde er für eine Amtszeit von neun Jahren zum Richter am Internationalen Gerichtshof gewählt, im November 2008 wurde er für eine weitere Amtszeit ab Februar 2009 wiedergewählt. Von 2006 bis 2009 amtierte er als Vizepräsident des Gerichts.
Am 17. Oktober 2011 wurde bekannt, dass al-Chasauneh Maʿruf al-Bachit als Regierungschef ablöst. Am 26. April 2012 trat al-Chasauneh zurück.
Am 4. Februar 2013 wurde al-Chasauneh zum Mitglied eines fünfköpfigen Schiedsgerichts im Rahmen des Seerechtsübereinkommens berufen. Zusammen mit Elsa Kelly, Thomas A. Mensah, Bernard H. Oxman und Bruno Simma sollte er über einen seerechtlichen Streit zwischen Argentinien und Ghana entscheiden.
Er fungiert als von Nicaragua nominierter Ad-hoc-Richter am Internationalen Gerichtshof im Fall Maritime Delimitation in the Caribbean Sea and the Pacific Ocean (Costa Rica v. Nicaragua). Auch im Fall Alleged Breaches of Certain International Obligations in respect of the Occupied Palestinian Territory (Nicaragua v. Germany) war er als von Nicaragua nominierter Ad-Hoc-Richter tätig.